# Le Morte d'Arthur
Le Morte d'Arthur , qui signifie « la mort d'Arthur », est la compilation de romans arthuriens français et anglais de Thomas Malory. Le livre comprend des écrits de Malory (l'histoire de Gareth) et raconte de plus vieilles histoires à la lumière de ses interprétations. Il a été écrit vers 1469 quand Malory était en prison. Le texte est conservé dans le manuscrit dit de Winchester (British Library Additional 59678) copié dans la décennie suivant la mort de Malory en 1471 et il a été publié pour la première fois en 1485 par William Caxton.
De nos jours, Le Morte d'Arthur est une des œuvres anglaises sur la légende arthurienne les plus connues. D'autres écrivains s'en sont inspirés, par exemple T. H. White pour La Quête du roi Arthur (The Once and Future King, 1958).

## Découpage
Le texte contient huit histoires différentes :
1. Fro the Maryage of Kynge Uther unto Kyng Arthure that Regned Aftir Hym and Ded Many Batayles (La naissance du roi Arthur et les batailles qu'il livre)
2. The Noble Tale Betwyxt Kynge Arthure and Lucius the Emperor of Rome (La guerre entre le roi Arthur et les Romains)
3. The Noble Tale of Sir Launcelot Du Lake (L'histoire de Lancelot du Lac)
4. The Tale of Sir Gareth of Orkney (L'histoire de Gareth)
5. The Fyrst and the Secunde Boke of Syr Trystrams de Lyones (L'histoire de Tristan et ses aventures, qui inclut son histoire d'amour avec Isolde)
6. The Noble Tale of the Sankgreal (La quête pour le saint Graal)
7. Sir Launcelot and Queen Gwenyvere (L'aventure amoureuse entre Lancelot du Lac et la reine Guenièvre)
8. The Dethe of Arthur (La mort d'Arthur et la chute de la Table ronde)

Le roman retrace toute l'histoire de la chevalerie arthurienne, des circonstances de la naissance du roi Arthur à la destruction de son royaume et la chute de la Table Ronde.

## Histoire
Le Morte d'Arthur est écrit dans la seconde moitié du XVe siècle, une époque tourmentée pour l'Angleterre, marquée en particulier par la Guerre des Deux-Roses. L'attribution du Morte d'Arthur à Malory n'est pas certaine, car si l’œuvre a été attribuée à un auteur du nom de Thomas Malory, plusieurs personnalités anglaises portent ce nom. La théorie de l'américain G. L. Kittredge attribuant l’œuvre à Sir Thomas Malory du Warwickshire prévaut nettement sur les autres.
La situation politique du pays (et le recul des Anglais en France) a certainement poussé Malory à composer ce texte glorifiant la chevalerie. La rédaction du Morte d'Arthur se situerait entre 1468 et 1470, alors que Malory est en prison pour ses idées politiques. L'époque de la chevalerie tire à sa fin avec l'arrivée de l'artillerie et de la poudre à canon. Une certaine nostalgie se dégage de l’œuvre, couplée à un évident parallèle entre Le Morte d'Arthur et la situation de Malory lui-même, au moment où il l'écrit. Malory a pu profiter de la bibliothèque arthurienne de Jacques d'Armagnac, chez qui il est détenu dans le sud-ouest de la France. Malory combine entre elles différentes sources françaises et anglaises, une situation jusqu'alors inédite dans la littérature arthurienne.
Le Morte d'Arthur constitue le plus célèbre ouvrage sorti des imprimeries de William Caxton en 1485. Jusque dans les années 1930, il s'agit de la seule édition du Morte d'Arthur disponible. La découverte d'un manuscrit antérieur a mis en lumière quelques réécritures et retouches de l'imprimeur sur le texte.

## Analyse
Le Morte d'Arthur suit une progression chronologique et linéaire (de la naissance à la mort d'Arthur), un fait unique dans la littérature arthurienne. Cela confère à l'ensemble davantage d'unité et de convergence que les textes français, comme le Lancelot-Graal. Ce n'est pas une œuvre originale : Malory s'appuie sur une grande variété de sources plus anciennes (bretonnes) pour en tirer sa version de l'histoire du Roi Arthur. Il cite d'ailleurs lui-même ses sources par des mentions du type « le livre français dit que ». Si certains passages reprennent scrupuleusement les sources plus anciennes, Malory ne se prive pas d'inventer des épisodes totalement originaux. L'un des exemples est le personnage de la fée Morgane, qui reste l'adversaire du roi Arthur telle qu'elle l'est devenue au XIIIe siècle, mais avec de nouvelles nuances, notamment le fait qu'elle emmène le roi Arthur mortellement blessé sur l'île d'Avalon à la fin du récit. 
Comme la plupart des textes autour de la chevalerie arthurienne, Le Morte d'Arthur se focalise sur les exploits typiquement masculins des chevaliers arthuriens (quêtes, combats, règles de la chevalerie), mais ces exploits se révéleraient impossibles sans la position dominante de certaines femmes. L'une des principales différences entre le texte de Malory et les romans français réside dans l'absence des longs passages introspectifs, soliloquies et analyse des sentiments. L'importance de l'amour est aussi nettement moins palpable dans ce texte que dans ceux qui le précèdent.

## Réception et influence

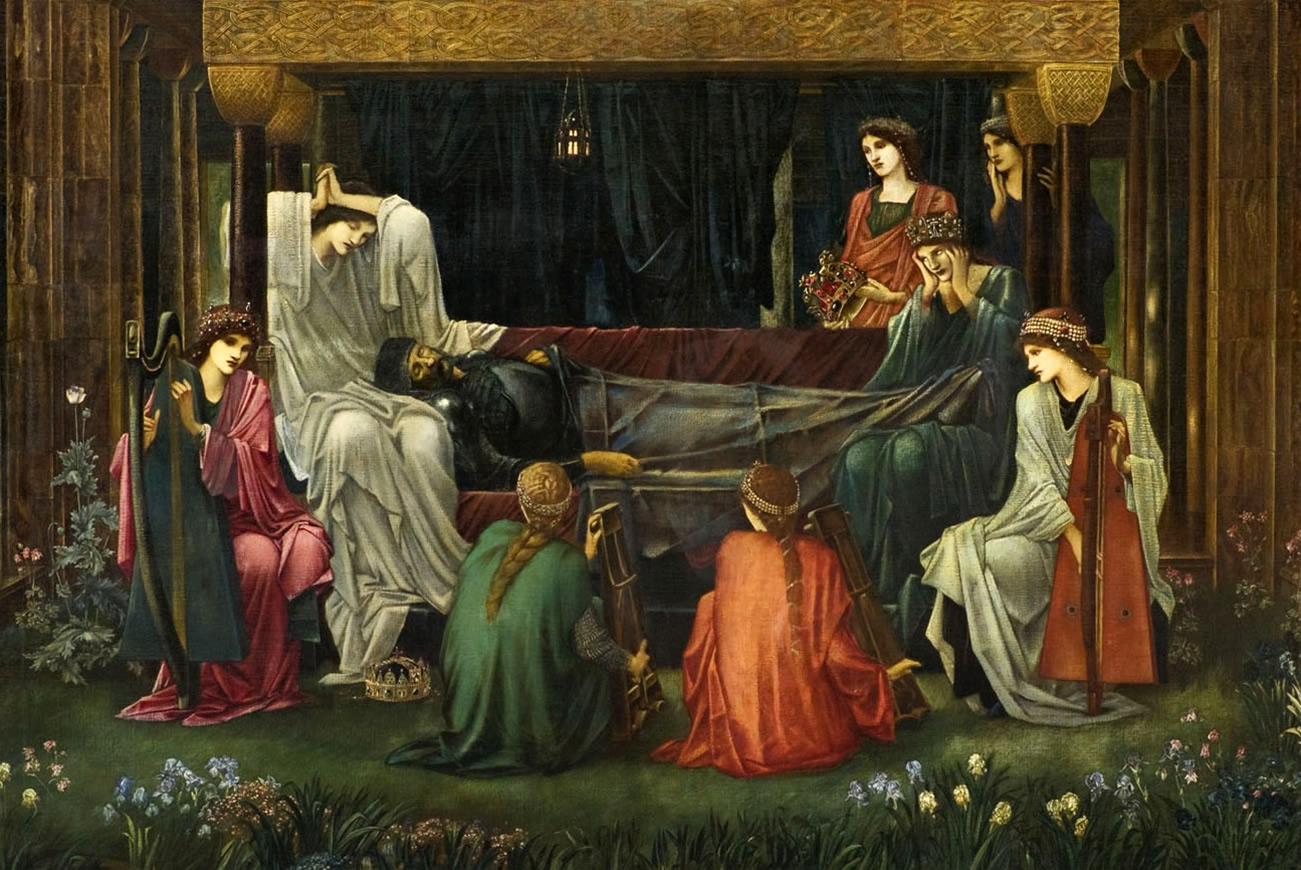
Détail de Le dernier sommeil d'Arthur, peinture de Edward Burne-Jones

Des peintres ont été fortement inspirés par cette œuvre tout au long de leur carrière, notamment Edward Burne-Jones et William Morris, ainsi qu'Aubrey Beardsley qui illustre le livre en 1892.
En 1910, le cinéaste italien Giuseppe De Liguoro s'inspire de l'œuvre pour réaliser le film Le Roi Arthur et les Chevaliers de la Table ronde. 
Le Morte d'Arthur a également fourni la substance du film Les Chevaliers de la Table Ronde avec Robert Taylor (1953) et du film de John Boorman, Excalibur (1981). 
En 2010, entre en production une série télévisée du nom de Camelot, écrite, créée et produite par Michael Hirst (créateur de la série Les Tudors) et diffusée par la chaîne câblée privée Starz avec Joseph Fiennes dans le rôle de Merlin, Eva Green dans le rôle de Morgane le Fey et Jamie Campbell Bower dans le rôle d'Arthur. Elle reprend la vision arthurienne de Thomas Malory en se basant uniquement sur son écrit Le Morte d'Arthur.

## Éditions
Le Roman du roi Arthur et de ses chevaliers de la Table Ronde. éd. L'Atalante, 1994.  (ISBN 978-2-84172-698-1).

## Traductions en français
Pierre Goubert pour l'éditeur l'Atalante.